# Kloster Rühn
Das Kloster Rühn ist ein ehemaliges Benediktinerinnenkloster in Rühn fünf Kilometer südwestlich der Stadt Bützow im Landkreis Rostock in Mecklenburg-Vorpommern. Die Klosterkirche gehört zur Propstei Rostock im Kirchenkreis Mecklenburg der Evangelisch-Lutherischen Kirche in Norddeutschland (Nordkirche).

## Geschichte

### Gründung und Ordenszugehörigkeit
Die Herren Nicolaus I. von Werle und Heinrich Borwin III. von Rostock stifteten am 27. März 1232 dem Bistum Schwerin 100 Hufen im Land Bützow sowie zwei Dörfer mit 60 Hufen für ein Kloster. Am 8. Juli 1233 bewidmete der Bischof Brunward von Schwerin ihm gegründete und mit einem unbekannten Gründungskonvent besiedelte Kloster Rühn.
Am 14. Mai 1233 bestätigte der Bremer Erzbischof Gebhard II. zur Lippe die Gründung des Nonnenklosters Rühn und verordnete ihm die Benediktinerregel. Benennung 1233 – 1264 Jungfrawen-Closter Rune, 1290 Rhune,1350 Ruhn, Rone, 1489 ...Priorisse Monasterii Runensis ordinis sancti Benedicti Zvverinensis diocesis.

### Klostergeschichte bis zur Säkularisierung
Die Geschichte des Klosters Rühn kann man in zwei Phasen einteilen: die Zeit als Benediktinerinnenkloster 1233 bis 1557/67 sowie die Periode als evangelisches Damenstift und fürstliche Apanage 1575 bis 1756. 1234 genehmigte das Domkapitel aus Schwerin die Gründung und Ausstattung Rühns. Eine Gründungsurkunde ist nicht bekannt, die Herkunft des ersten Konvents ebenfalls. Am 3. Februar 1235 stellte Papst Gregor IX. dem Kloster den wichtigen Schutz- und Konfirmationsbrief aus. Am 19. Oktober 1268 bestätigte Papst Clemens IV. die Ausstattung des Klosters als Privilegium.
Eine Brandstiftung am 29. Mai 1292 führte im Kloster Rühn neben einem großen Feuerschaden auch zu Urkundenverlusten. Die Nachricht vom Klosterbrand war für die Lübecker Bürger so wichtig, dass sie in Detmars Lübischer Chronik vermerkt wurde. By der sulven tiid ... in der nacht, wart vorbranddat closter to Rune van mortbernen, dar van de juncvrowen quemen in groten schaden.
Nicolaus II. von Werle schenkte 1295 als Bauunterstützung das Patronat der Dorfkirche Frauenmark mit der Filialkirche Severin. Das Kloster hatte sich danach zügig weiter entwickelt und war durch die Förderung hansischer Bürgerfamilien, durch den heimischen Adel und durch die Schweriner Bischöfe um 1360 als Monasterium Rune wieder vollendet.
Anfangs bestand der Konvent überwiegend aus Bürgertöchtern der umliegenden Städte Schwaan, Laage, Rostock, Wismar und Lübeck. Am Ende des 15. Jahrhunderts wurden fast nur Töchter des heimischen Landadels aufgenommen. Nach der Visitation am 28. Oktober 1495 durch den Schweriner Bischof Konrad Loste, Johannes Thun, Nicolaus Speck und Nicolaus Moller sowie den weltlichen Räten der mecklenburgischen Herzöge gehörten 33 Nonnen zum Konvent Rühn, überwiegend adliger Herkunft: Priorin Ermegart Linstow, Kerstina Moltken, Beke Axkow, Margarete Platen, Ide Kerkdorps, Tonnige Blücher, Beke Beckendorps, Anne von Ortzen, Elebe von Gummeren, Catrina Bornitz, Caterina von der Lue, Annecke Lire, Alheit Parum, Anne vom Gummeren, Anne Primer, Katharina Drieberg, Wille Preen, Pelle Plessen, Magdalena Axkow, Benedicta Bekendorpes, Engele Bekendorpes, Ermigart Preen, Elisabeth Grabowen, Dorotea Parem, Allheit Bersze.
Neben den begevenen Personen lebte im Kloster auch eine nicht bekannte Zahl von Dienstmägden und Konversen.

### Besitzgeschichte
Mit der Bewidmung 1233 durch den Bischof erhielt das neu gegründete Frauenkloster die umliegenden Dörfer Rühn, Bernitt, Peetsch, Groß Tessin (Klein Sein), Moltenow (Altona) und den langen Hagen mit den späteren Dörfern Hermannshagen, Käterhagen, Bischofshagen. Bis zum Ende des 13. Jahrhunderts wurden die Besitzungen der Nonnen noch durch die Übertragung von kleineren Grundbesitzverleihungen ergänzt. 1287 kaufte das Kloster das nahe liegende Dorf Nienhof. 1290 kam das Dorf Warnkenhagen mit allen Rechten und dem niederen und hohen Gericht dazu. Im 14. Jahrhundert gelang es den Nonnen nicht mehr, größere Besitzungen zu erwerben. 1354 kaufte man den halben See von Holzendorf bei Dabel. 1355 erwarb man einen Hof in Baumgarten und 1384 kam das Dorf Benitz bei Schwaan hinzu. Für das 15. Jahrhundert ist der Überlieferung nur noch wenig zu entnehmen.
Insgesamt 18 kleinere Dörfer gehörten zum klösterlichen Besitz, darunter Pustohl, Herrmannshagen und viele andere. Das Kloster hatte auch zeitweilig Besitz in entfernten Orten, wie Reinshagen bei Doberan, Granzin bei Lübz, Krassow bei Wismar. Nur wenige Güter (Rühn, Pustohl, Peetsch und Baumgarten) befanden sich in der Nähe des Klosters. Der Hauptbesitz befand sich zehn Kilometer nordwestlich vom Kloster bei Moisall.

### Persönlichkeiten
Namen und Jahreszahlen bezeichnen die urkundlich nachweisbare Erwähnung als Propst und Priorin. Die Pröpste von Rühn wurden vom Konvent gewählt und vom Bischof für die Verwaltung des Klosters eingesetzt.
Pröpste 
- erwähnt 1237 Thedelin, Theodoricus/Dietrich[15][16] seit 1227 Propst im Kloster Dobbertin[17]
- erwähnt 1256 Markwart
- 1260 – 1261 Johannes, Domherr zu Ratzeburg
- 1268 – 1280 D. Heinrich I.
- 1286 – 1295 D. Dietrich
- 1300 – 1305 D. Heinrich II.
- 1325 – 1341 Rötger I. (Rothger)
- erwähnt 1343 Johannes Klenedynst
- erwähnt 1345 Lambert
- erwähnt 1352 Rötger II.
- 1354 – 1356 Nicolaus Schutten, war 1392 Mönch.
- erwähnt 1360 Volrad
- erwähnt 1360 Herman
- 1365 – 1367 Rötger III.
- erwähnt 1367 Herder, Administrator.
- 1368 – 1370 Bernhard Billerbeck
- erwähnt 1371 Marquard
- erwähnt 1452 Clement van Bulow (von Bülow)[18]
- erwähnt 1474 Johannes Sperlingk, vorstander.
- erwähnt 1475 Johannes Kleneveldt, provisor.
- erwähnt 1477 Johannes Batenest, verweser.
- 1480 – 1482 Johannes Roggemann
- erwähnt 1486 Johannes Thun

 Vikare 
- erwähnt 1464 Conrad Scherch
- 1474 – 1476 Werner Dellbrügg (Dellbruggen)
- erwähnt 1482 Henning Schwartau (Hinrik Swarte)
- erwähnt 1492 Conrad Escherde
- 1493 – 1497 Johannes Voßken
- 1529 – 1542 Matthäus Blomberg, Kaplan.

 Priorinnen 
- 1277 – 0000 Helywig (Hedwig)
- 1336 – 0000 Johanna
- 1360 – 0000 Gertrud I.
- 1368 – 0000 Mechthild
- 1387 – 0000 Margarethe
- 1391 – 0000 Gertrud II.
- 1397 – 0000 Elisabeth
- 1401 – 0000 Adelheid (Alheit)
- 1408 – 0000 Ermegard Sapekendorp
- 1451 – 0000 Anna Nortmann
- 1495 – 0000 Ermegart (von) Linstow
- 1525 – 1537 Katharina (von) Drieberch (Dryberg)

 Subpriorinnen 
- 1474 – 1475 Ghese Baroldes
- erwähnt 1525 Benedicta Bersen

 Regentinnen (Dominae) 
- 1654–1694 Sophie Agnes zu Mecklenburg-Schwerin, Tochter von Herzog Adolf Friedrich I.
- 1695–1701 Juliane Sibylle zu Mecklenburg-Schwerin, Schwester der Vorigen
- 1705–1712 Marie Elisabeth zu Mecklenburg-Schwerin, Schwester der Vorigen
- 1719–1728 Marie Sophie zu Mecklenburg-Strelitz, Tochter von Herzog Adolf Friedrich III.
- 1728–1756 Ulrike Sophie zu Mecklenburg-Schwerin, Tochter von Herzog Christian Ludwig II.

### Nach der Reformation
Die Umwandlung des Benediktinerinnenklosters in ein evangelisches Damenstift erfolgte schleichend zwischen 1557 und 1567 mit dem Bekenntniswechsel, die Aufhebung 1756. Als erster lutherischer Pastor Rühns wurde 1567 Stephanus Richardus genannt.
Nach der Reformation schenkte Herzog Ulrich 1575 das Kloster seiner Frau Elisabeth von Dänemark und Norwegen. Diese wandelte das Kloster in ein evangelisches Frauenstift um und gründete in Rühn die erste Mädchenschule Mecklenburgs. Zahlreiche Um- und Ausbauten sind auf sie zurückzuführen.
Im Dreißigjährigen Krieg wurde das Kloster zerstört. Herzog Adolf Friedrich I. verzichtete auf die ihm im Ergebnis des Krieges zugestandene Einziehung der geistlichen Güter und setzte seine Tochter Sophie Agnes als Domina und Regentin des Klosters ein. Während der Amtszeit der Domina Herzogin Sophie Agnes von Mecklenburg (1625–1694), die im ehemaligen Klostergarten einen Park mit Lindenallee errichten ließ, wurde es wiederaufgebaut.
Weitere Herzogstöchter übernahmen als Dominae des Konventes die Regentschaft in Rühn.
Am 8. März/15. Juni 1776 verzichtete die Herzogin Ulrike Sophie gegen eine Entschädigung auf die Rühner Regentschaft. Das Gebiet des Klosters wurde Sitz des herzoglichen (Domanial-)Amtes Bützow-Rühn weitergeführt.

### Nachnutzung, späteres Schicksal
Das Klosterareal kam im 19. Jahrhundert in den Privatbesitz mehrerer mecklenburgischer Adelsfamilien. Von 1849 bis 1869 gehörte es den Familien vom Stein, danach bis 1876 den von Plessen. Ab 1876 ging es dann an den großherzoglich mecklenburgisch-strelitzschen Kammerherrn Friedrich von Voß, genannt auch von Voß-Wollfradt (1801–1889). Dessen Witwe Luise, geborene von Oertzen (1841–1915), betrieb in einem Teil der Gebäude von 1905 bis 1915 ein Erholungsheim für junge Mädchen. Ihr Sohn, der Johanniterritter und Rittmeister a. D., Eilert von Voß (1879–1924) verpachtete die Gebäude des Klosters 1920 an den Hotelier Paul Utesch, der daraus eine Hotel-Pension mit öffentlichem Restaurant machte. 1927 verkaufte die Familie von Voß das Kloster an die Ortskrankenkasse Rostock, die hier ein Sanatorium einrichten wollte. Der Pachtvertrag mit Martha Utesch, der Witwe des Hoteliers Utesch, blieb aber bis 1934 in Kraft. Es begannen Umbaumaßnahmen, das Sanatorium konnte jedoch nicht eröffnet werden, da im Kloster der Reichsarbeitsdienst untergebracht wurde.
Nach dem Zweiten Weltkrieg diente es zur Unterbringung von Kriegsflüchtlingen, Umsiedlern und Waisen. Zu DDR-Zeiten befand sich hier ab 1950 ein Jugendwerkhof.
Nach der Wende wurde 1991 der Jugendwerkhof aufgelöst und die Gebäude standen fast 15 Jahre leer. Ein Verkauf an einen Interessenten im Jahr 1995 änderte nichts daran, da keine Investitionen getätigt wurden. Durch den Verkauf zum Kloster gehörender Flächen entstanden einige private Wohnhäuser auf dem Klostergelände. 2005 wurde die gesamte Anlage an die Öl- und Senfmühle GmbH des Kochs Michael Laumen verkauft. Nach der Insolvenz der Öl- und Senfmühle GmbH im Jahr 2006 kaufte der zwei Jahre zuvor gegründete Klosterverein Rühn e. V. die Klosteranlage 2008 und begann mit der denkmalgerechten Sicherung und Sanierung der einzelnen Gebäude. 2023 wurde der Klosterverein Rühn als einer von fünf Vereinen und Initiativen vom Bundesministerium des Innern und für Heimat mit dem „Preis für nachhaltiges Heimatengagement“ ausgezeichnet.

## Baugeschichte

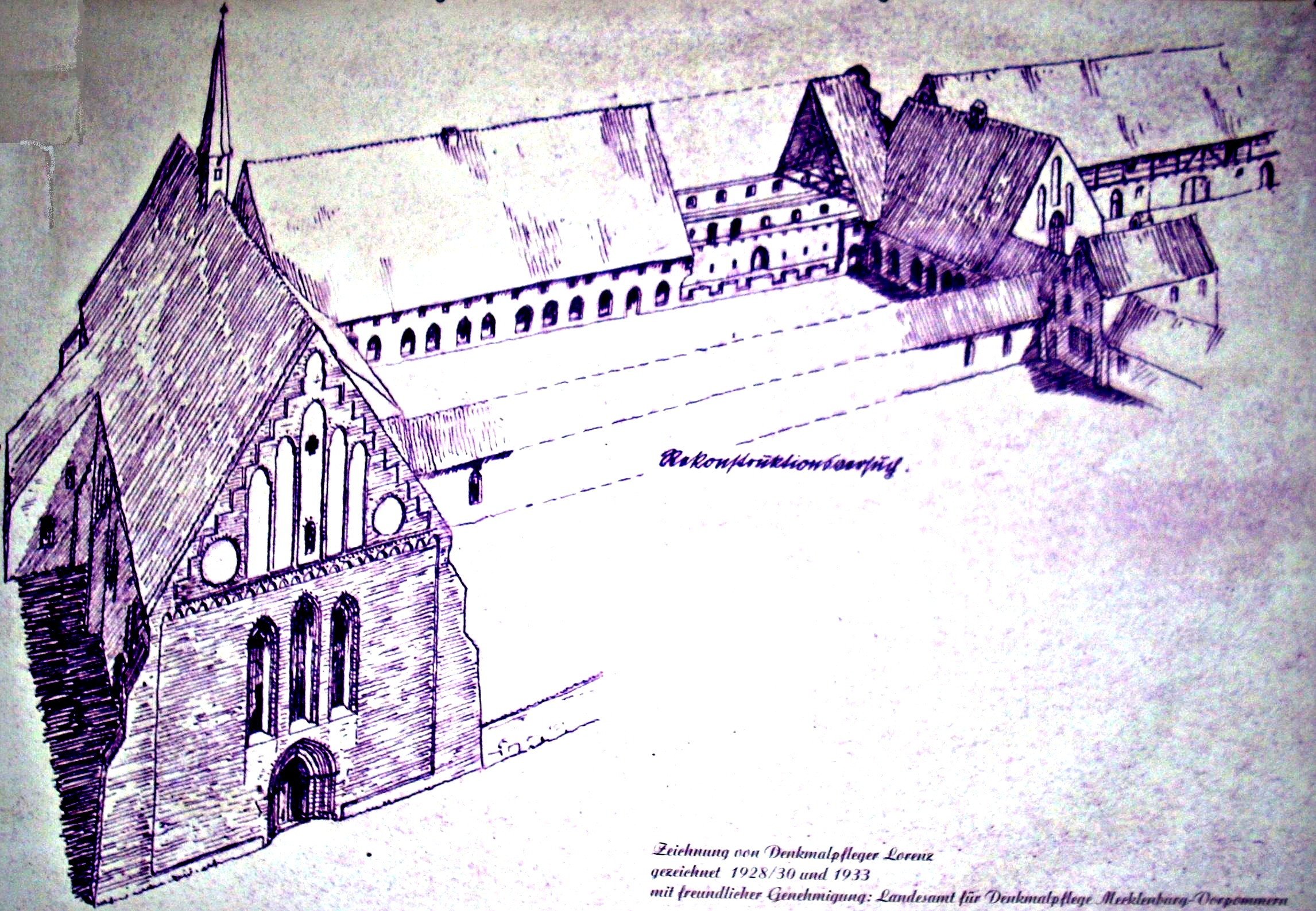
Rekonstruktion nach Lorenz vor Umbau 1928/30

Die Rühner Klosteranlage mit ihrer fast 800-jährigen Geschichte nimmt ein Plateau auf der Höhe eines Landrückens zwischen dem breiten Warnowtal und dem dorfnahen Sülzpfuhl ein. Die Kirche und die Klausurgebäude wurden auf gutem Baugrund errichtet. Der zeitliche Baubestand gliedert sich in die Kirche im Norden, einen langgestreckten Ostflügel, einen kurzen Südflügel um den Kreuzhof und langen Südflügel, der den Wirtschaftshof auf der Ostseite begrenzt. In drei Armen umzieht ein Kreuzgang, der nie vollendet wurde, die östliche Hälfte des Kreuzhofes.
Ältester, noch stehender Bau der Klosteranlage ist die Kirche. Aufgrund von Steinmaterial und Baudetails ist ihr Baubeginn in die Zeit gegen 1260 zu datieren. Die Weihe der Marien-Kapelle wird für den Herbst 1270 überliefert.

### Die Klosterkirche
Die Klosterkirche ist eine einschiffige flachgedeckte Saalkirche. Sie wurde in ungewöhnlicher Länge von fast 45 Meter und von zwölf Metern Breite errichtet.
Die Klosterkirche mit spätromanischen Stilelementen ist ein typischer Backsteinbau.
Der heute vorhandene quadratische Glockenturm mit verbrettertem Aufbau an der Südwestecke entstand erst nach der Reformation.
Die Kirche war anfangs nur über die beiden heute zugemauerten Portale an der Nord- und Südseite zugänglich. Die Nordseite war der Zugang für die Dorfbevölkerung und die Südseite diente als Zugang für die Nonnen. Zwischen 1270 und 1280 wurde das Westportal eingesetzt. Diesem Portal mussten drei kleinere Fenster auf der Westseite weichen.
Den mit Spitzbögen und Kreisblenden verzierten Westgiebel zieren drei gestaffelte Bogenfenster, ähnlich wurde auch die Ostseite hinter dem Altar gestaltet.
Im Westteil der Kirche lag der Laienraum in der Mitte befindet sich das Chorgestühl und im Osten der Altarraum. Für die Nonnen wurde um das Jahr 1300 eine Empore eingebaut. Die Empore wurde später bis zum Westgiebel erweitert. Hinweise auf eine Sakristei fehlen.
An der Südseite des Backsteinbaus stehen Reste eines Kreuzganges. Der südwestlich eingebaute hölzerne Turm stammt aus dem 16. Jahrhundert und beherbergt zwei Glocken aus dieser Zeit. Das Kirchenschiff hat die Form einer Halle mit geradem Chorabschluss. Die Frau von Herzog Ulrich gestaltete nach der Reformation den Innenraum der Kirche um.
Auf dem Hauptaltar ist ein Triptychon des Hofmalers Cornelius Krommeny von 1587 zu sehen. In dessen Mitte ist das Heilige Abendmahl dargestellt und auf den Seitenflügeln Porträts des Herrscherpaares. Die Fürstenempore mit aufwendigen Schnitzereien und Bleiglasfenstern und die Kanzel stammen ebenfalls aus dieser Zeit. Im Altarbereich befindet sich das barocke Prunkepitaph der Domina Sophie Agnes. Im späten 19. Jahrhundert wurde die Kirche nochmals im typisch neugotischen Stil umgebaut. Die Frieseorgel stammt aus dem Jahr 1870 und wurde 1999 restauriert. In der Kirche befinden sich auch zahlreiche Grabsteine aus dem 14.–18. Jahrhundert. Sehenswert ist auch das Wandbild Jesus und die Jünger am See von 1905.

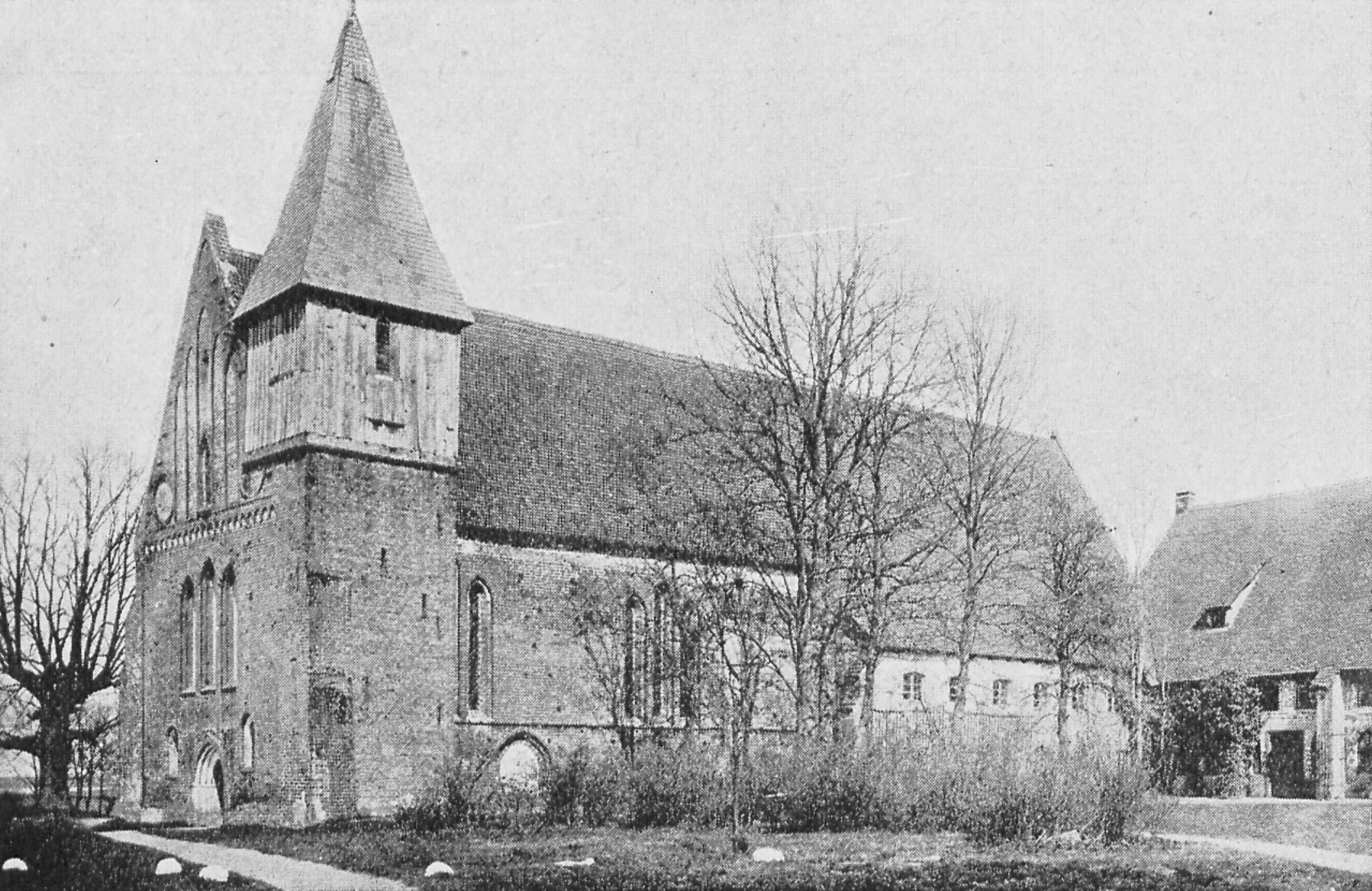
Klosterkirche (1900)
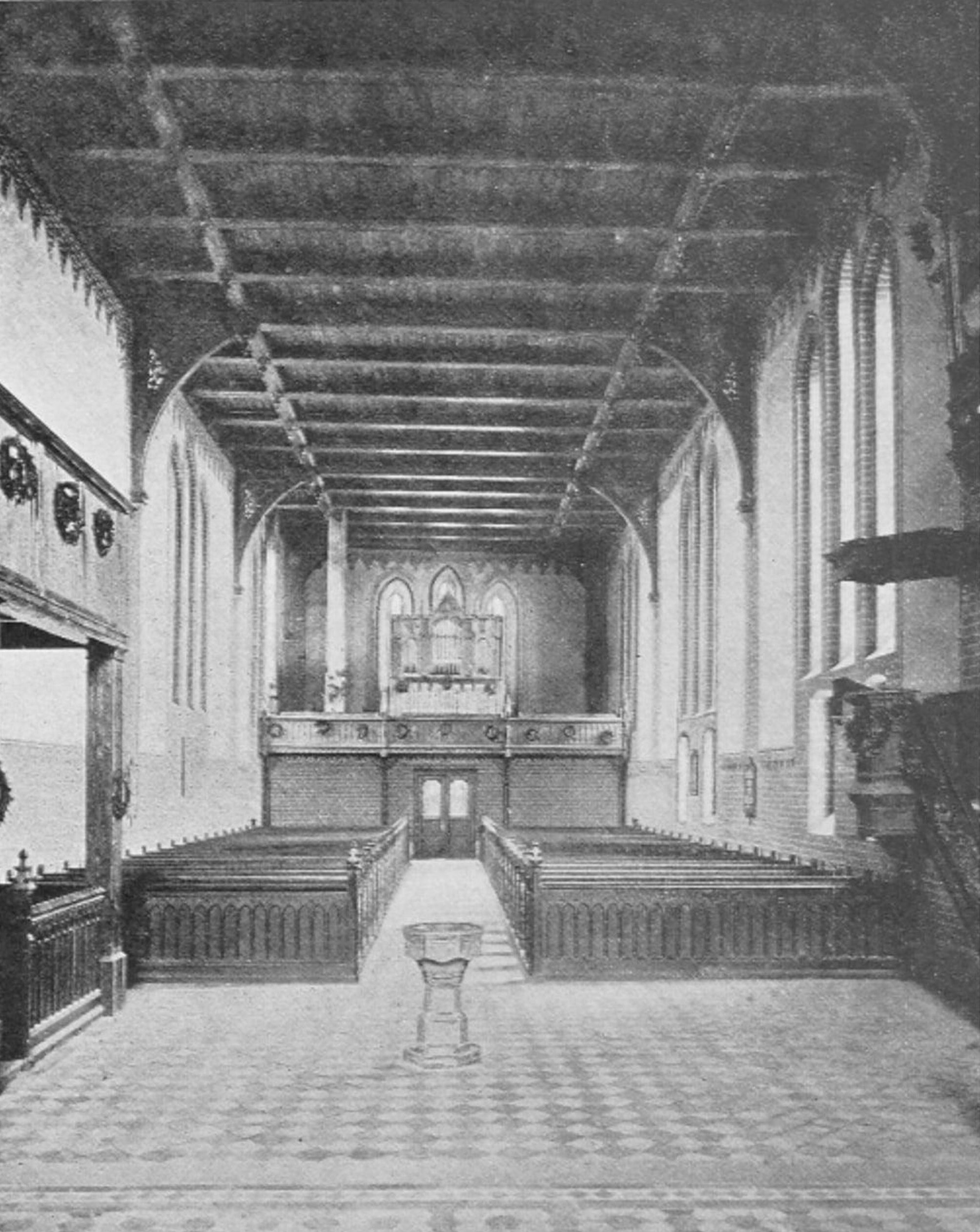
Kirchenschiff (1900)
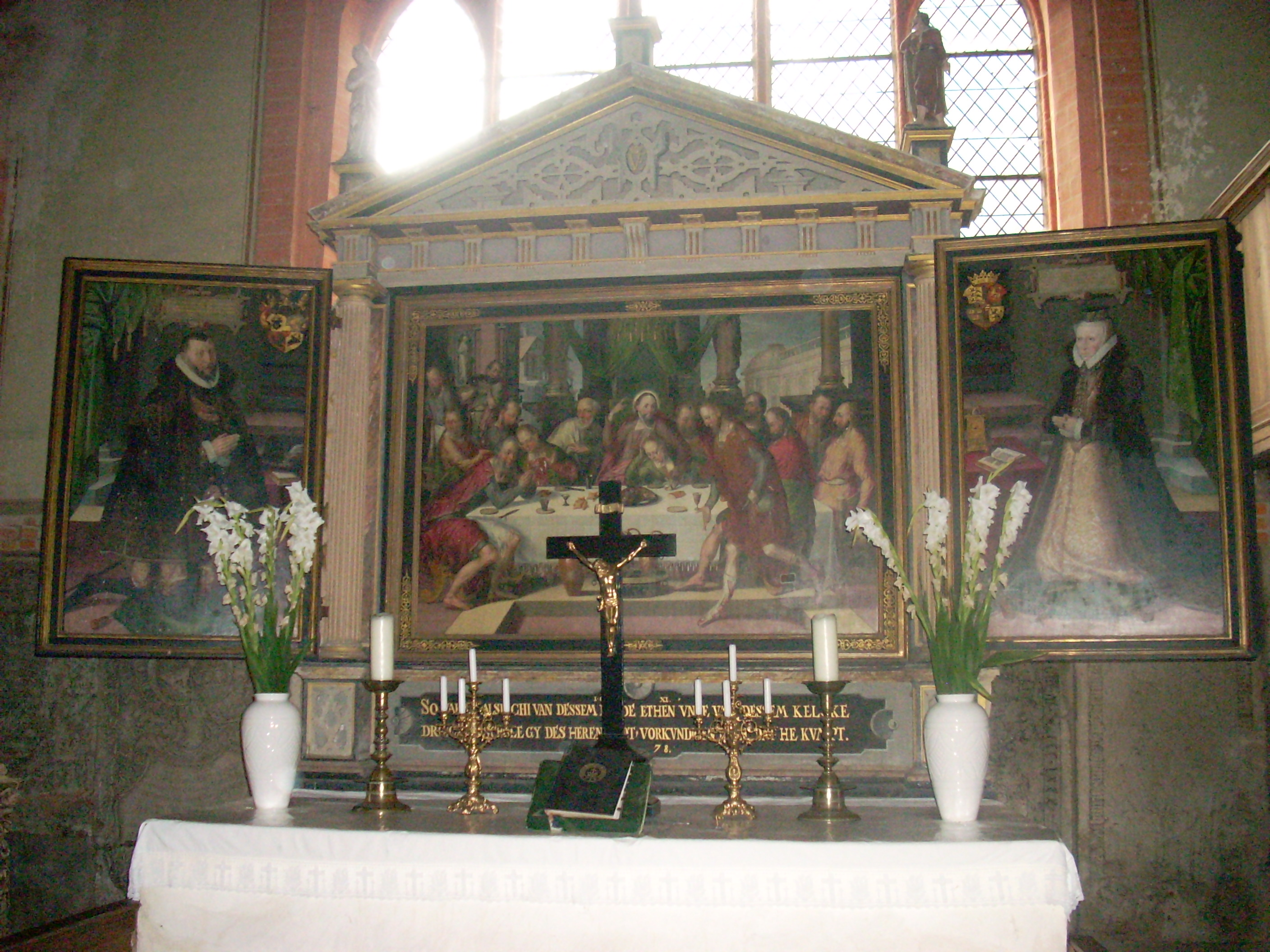
Altar (2008)
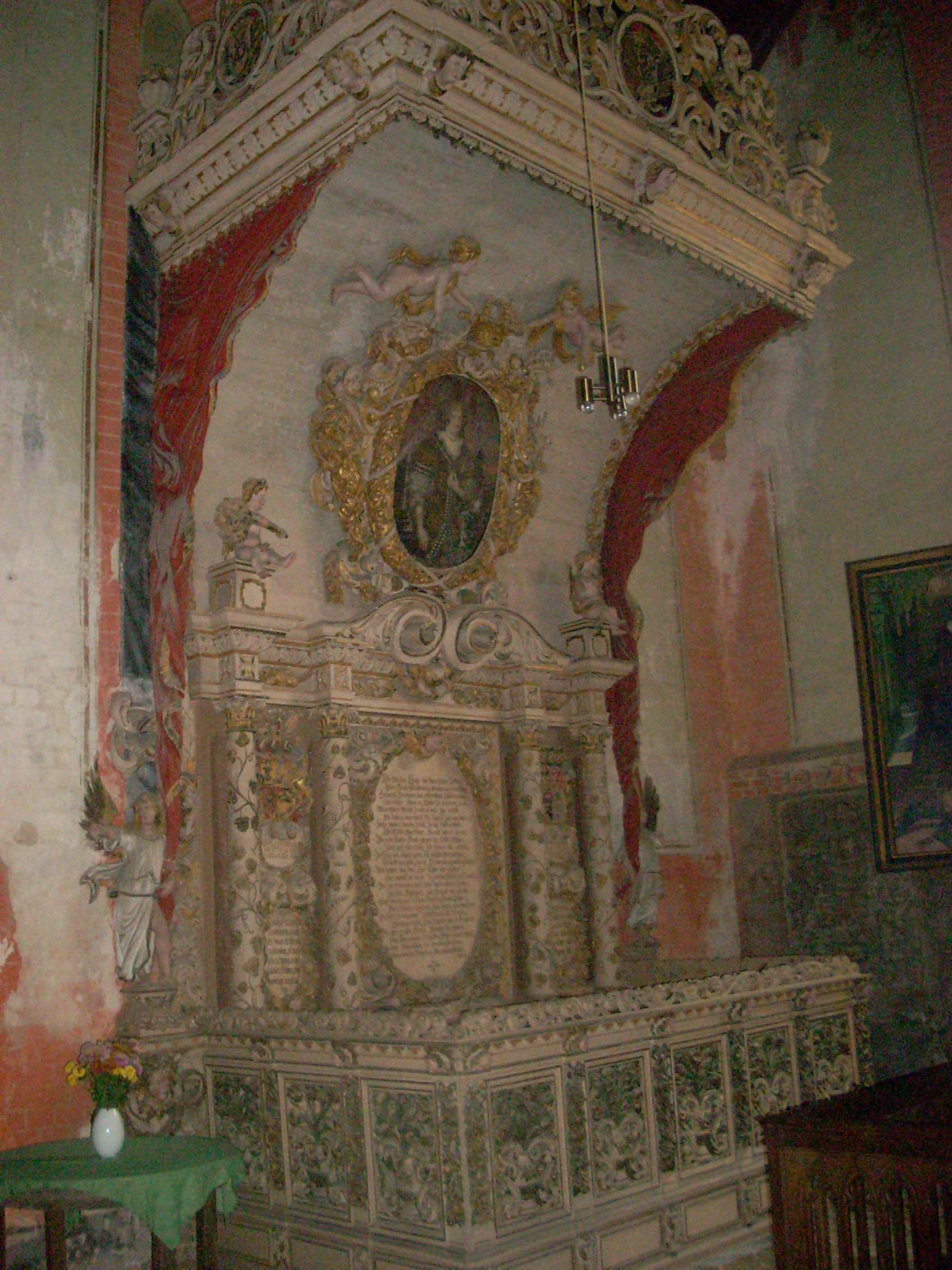
Epitaph Sophie Agnes (2008)

### Ostflügel
Östlich der Kirche befindet sich der sechzig Meter lange Ostflügel. Das Gebäude war vermutlich früher zweistöckig. Der Flügel enthielt einstmals fast alle Klausurräume, den Kapitelsaal (Versammlungsraum), das Kalefaktorium, die Küche (bisher aber nicht nachweisbar) und darüber das Dormitorium. Hier waren auch die Wirtschaftsräume untergebracht. Der Flügel war vermutlich zweigeschossig, was für die damalige Bedeutung des Klosters spricht. Im 19. Jahrhundert gab es im nördlichen Teil des Gebäudes einen Gartensaal mit überdachter Terrasse zur Parkseite hin. Im Jahr 1954 errichtete der Jugendwerkhof im Erdgeschoss Werkstätten und im Dachgeschoss Schlafräume für die Jugendlichen. In den 1990er Jahren war hier ein Gästehaus mit sechzig Zimmern geplant. Dieser Plan wurde bisher aber nicht realisiert.
Auf der Hofseite des Gebäudes befand sich vermutlich die ehemalige Propstei. Bei Grabungsarbeiten wurden im Jahr 2005 starke Fundamente gefunden, die für diese Annahme sprechen. Der Propst war für die Verwaltung der Klostergüter zuständig. Die Nonnen selbst verrichteten im Gegensatz zu den Mönchen keine Feldarbeit und die Klostergüter wurden von Klosterbediensteten verrichtet.

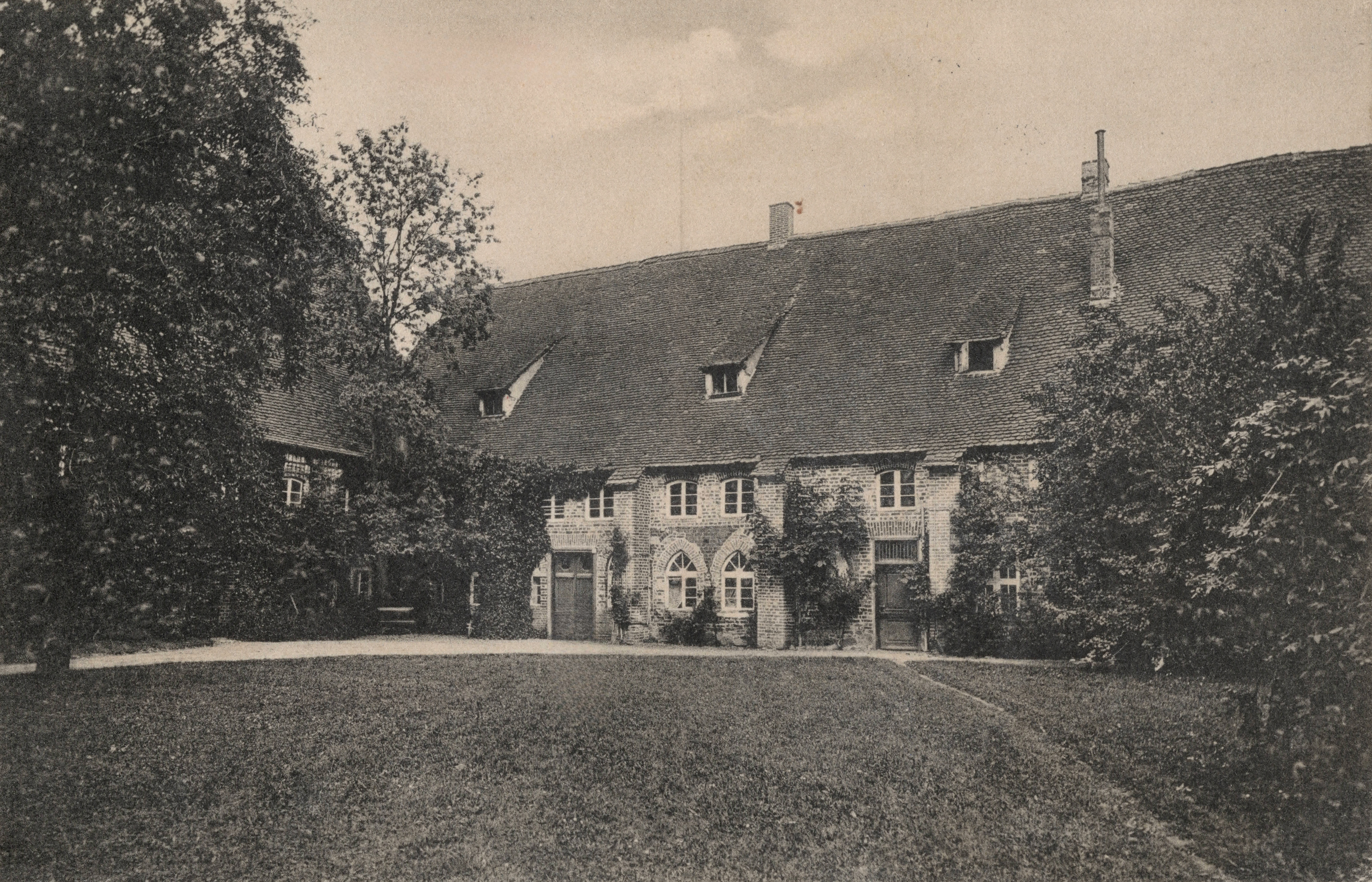
(1900)
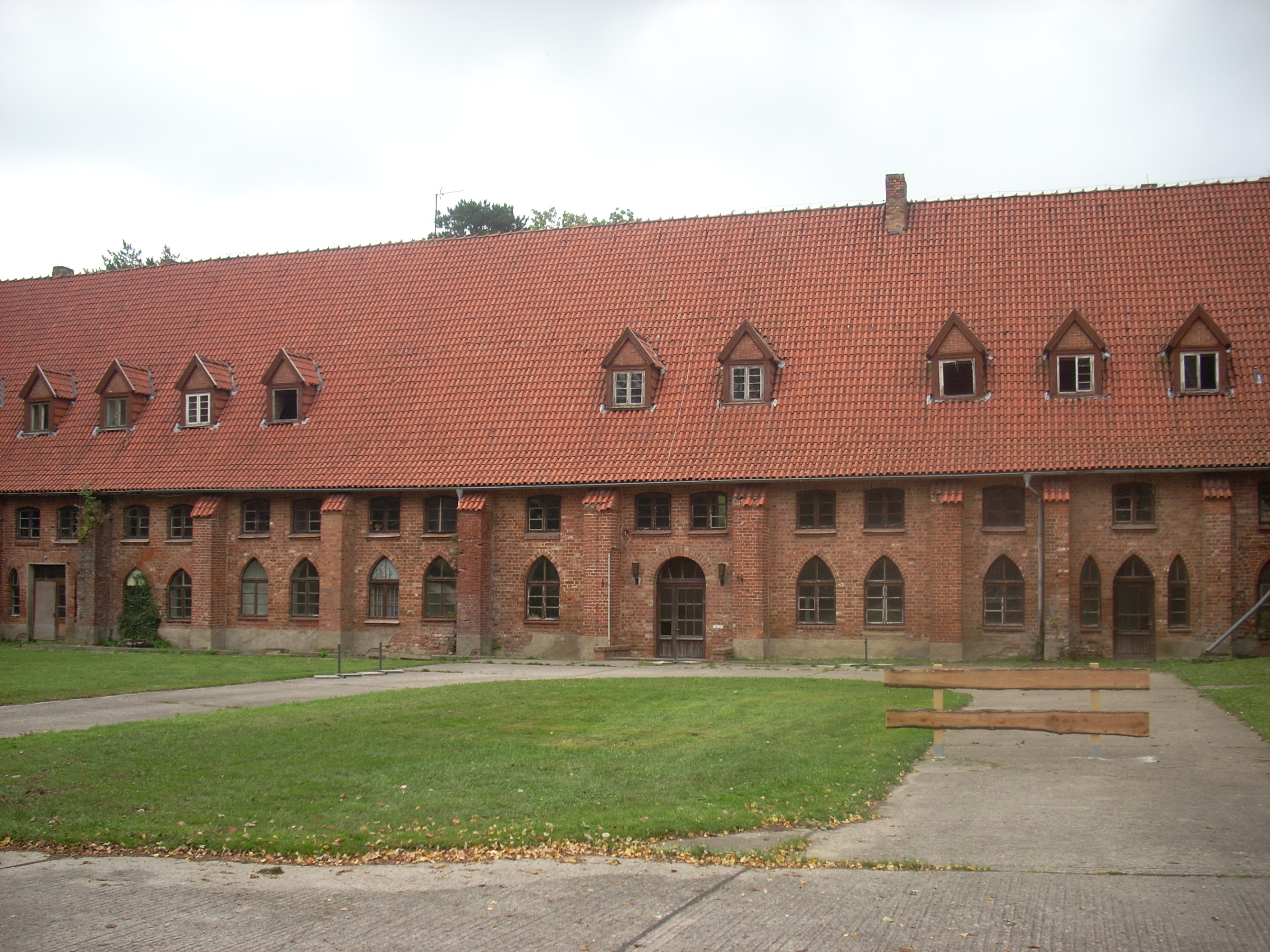
(2008)

### Südflügel
Der Südflügel enthielt das Refektorium (Speisesaal). Der Südflügel war wahrscheinlich früher über ein Konventsgebäude oder einen Kreuzgang mit der Kirche verbunden. Das ursprüngliche Gebäude entstand nach einem Brand in der Klosteranlage im Jahr 1292. Das Refektorium nahm das gesamte Erdgeschoss des Gebäudes ein. Der hohe zweischiffige Saal hatte eine Grundfläche von 9 mal 12 Meter. Auf der Südseite gab es Spitzbogen, während die Nordseite komplett fensterlos war. Im gesamten Raum wurden keinerlei Malereien gefunden. Nur die Wände waren durch offene Feuerstellen rauchgeschwärzt. Nach Auflösung des Klosters und dem Umbau durch das Amt Bützow im Jahr 1756 blieben nur noch die Außenwände erhalten. Die ehemaligen Gewölbe wurden entfernt, neue rechteckige Fenster wurden ergänzt und eine Balkendecke eingezogen. Das Gebäude erhielt außerdem einen barocken Bogen.
Nach weiteren Umbauten befindet sich im westlichen Teil eine Informationsstelle mit Verkaufsraum, während der hintere Teil des Gebäudes als Klosterschänke genutzt wird.

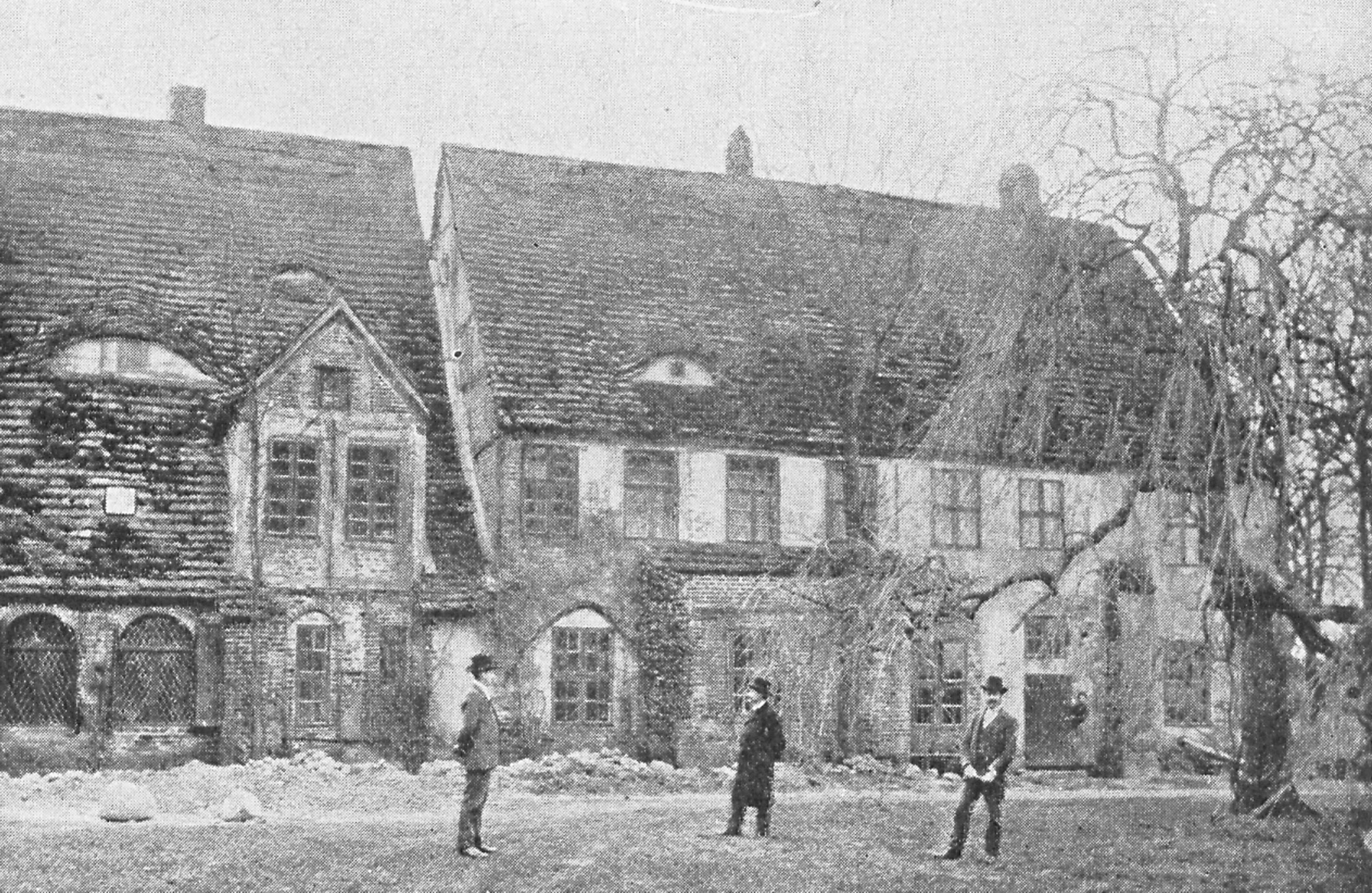
(1900)
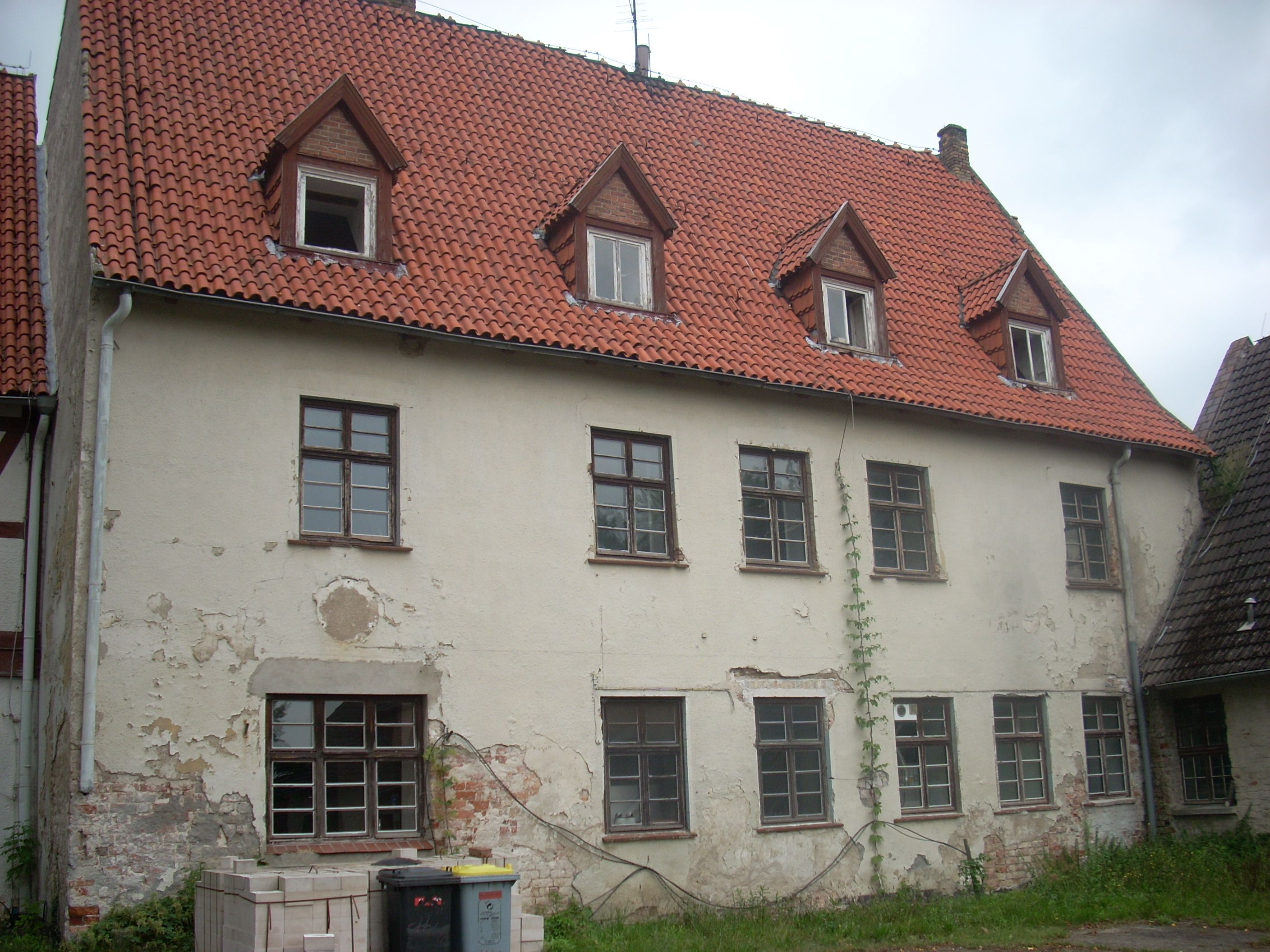
Südflügel mit Refektorium (2008)
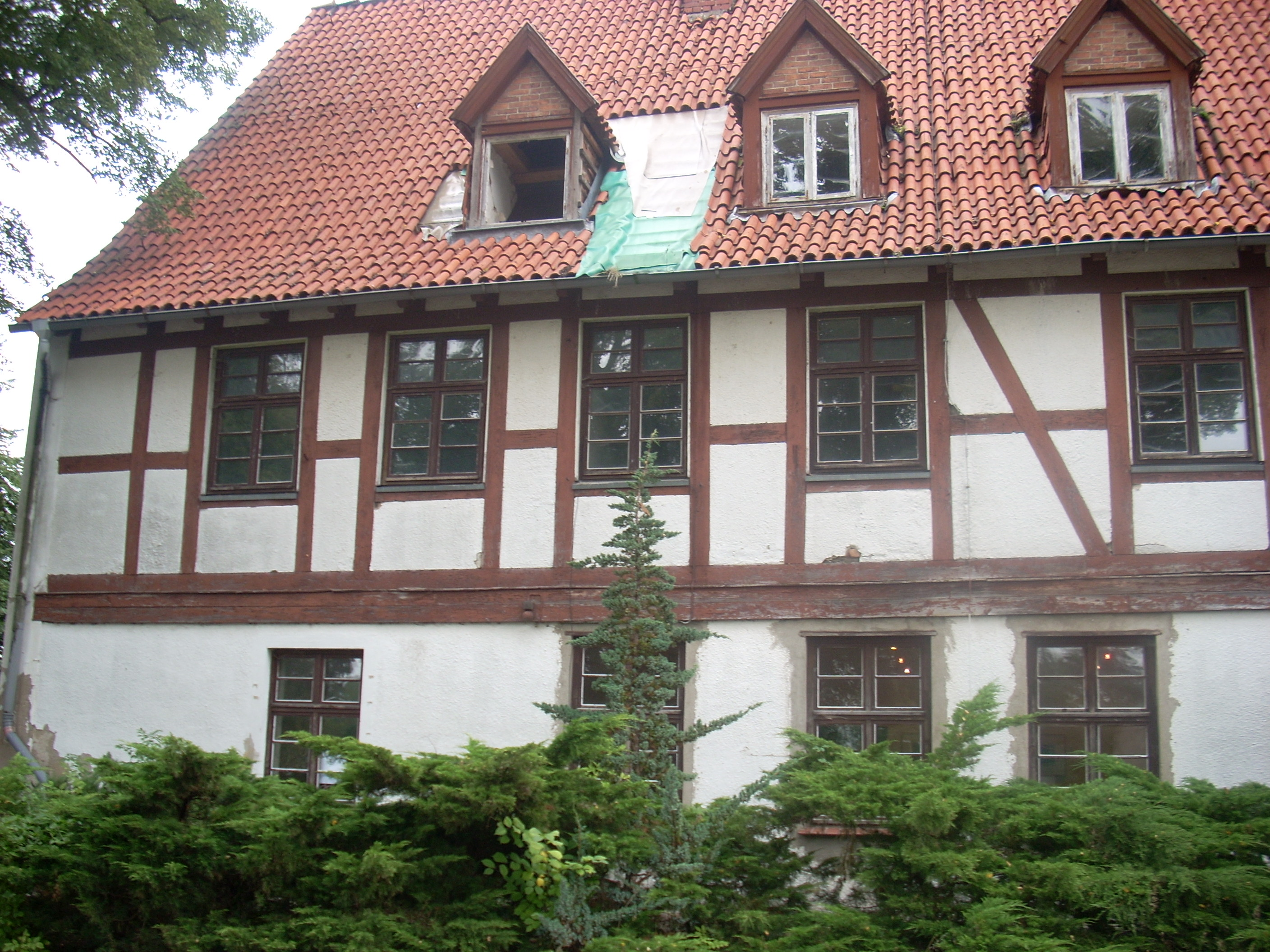
(2008)

## Heutige Nutzung

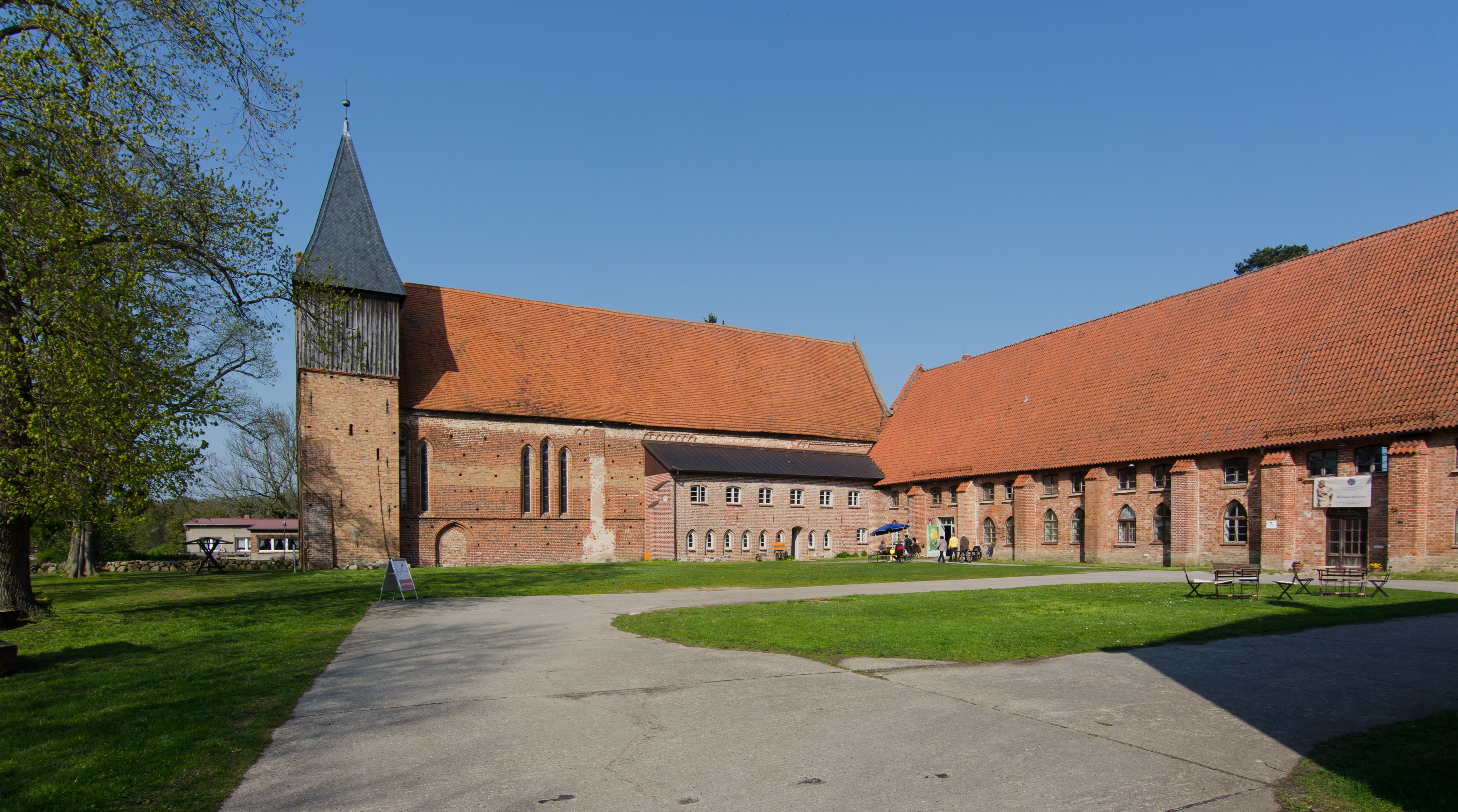
Kloster Rühn (2014)

In der Klosterkirche und im ehemaligen Dormitorium finden die verschiedensten Konzerte, veranstaltet durch den örtlichen denkmalpflegerisch und kulturell tätigen Klosterverein und die Kirchengemeinde, statt.
Seit Mitte 2008 ist der Klosterverein Rühn e. V. Besitzer des Klosters. Unter dessen Schirmherrschaft wird das Kloster in den nächsten Jahren denkmalgerecht saniert. Die Klosterschänke ist seit April 2010 und die Öl- und Antipastiherstellung seit Dezember 2013 neu verpachtet. Verschiedene traditionelle Kunsthandwerks- und Lebensmittelmanufakturen sollen auf dem Gelände angesiedelt werden, deren Produkte unter der Dachmarke „Kloster Rühn“ vertrieben werden. In der Ölmühle werden Kräuter und Früchte der Natur nach alter Tradition mit Öl, Essig und Senf zubereitet. Der Verkauf erfolgt u. a. über den Hofladen des Klosters Rühn.

## Das Kloster als literarischer Ort
Die Erzieherin und Lehrerin beim Kammerherrn von Voß, Johanna Klemm, hat sich hier zu ihrem ersten und bekanntesten Roman für junge Mädchen inspirieren lassen: Das kleine Klosterfräulein.

## Die Sage vom Kloster Rühn
In grauen Vorzeiten hatte eine dortige Nonne ihr Herz dem jungen Ritter von Bülow zugetan, das aber schon vordem, als sich der Vater wegen Ersparnis entschloss, sein adliges Kind für immer in die herbe Abgeschiedenheit des Klosters zu geben.
Der junge Rittersmann aber wollte dieses Schicksal, das ihn so unglücklich machte, nicht erleiden, ungestüm zog es ihn in die Nähe seiner Geliebten. Er verdingte sich darum unerkannt zur Arbeit auf dem Klosterhofe, einen heimlichen Zugang zu ihrem Gemach im Kreuzgang zu erkunden.
Während Sturm und Regen in kalter Herbstnacht unermüdlich am festen Gemäuer des alten Klosters rüttelten, schlich er auf heimlichen Wege ins Schlafgemach seiner Liebsten, groß und heiß war das langersehnte Wiedersehen. Den morgendlichen Abschied aber beobachtete eine alte Ordensschwester, und sie teilte der gestrengen Priorin folgsam ihr Gewahrnis mit, denn Besuch einer Mannesperson war im Kloster streng verboten.
Kurzerhand wurde die Beschuldigte zur Anhörung befohlen. Unter Tränen offenbarte jene freimütig ihr Herzeleid und äußerte den innigsten Wunsch, gütigst in die Weltlichkeit entlassen zu werden. Unbarmherzig aber erinnerte die Priorin an das jüngst abgelegte Gelübde, lebenslang dem Herrn dienen zu wollen. Einer Klosterjungfrau stehe es folglich nicht frei, in den weltlichen Ehestand zu treten. Strengstens wurde daraufhin den Verfehlungen der jungen Nonne nachgegangen, und der Bischof zu Bülow sprach, anderen zu heilsamen Belehrung, sie müsse diesen Frevel mit dem Leben büßen.
Da aber die Verurteilte die Frucht ihrer Liebe unter dem Herzen trug, wurde die Hinrichtung ausgesetzt und schärfste Bewachung angeordnet. Von all dem erfuhr der junge Rittersmann, und er beschloss in seiner tiefen Not, die Unglückliche gewaltsam aus dem Kloster zu holen. Als er im Schutze der Nacht die Klostermauer überstieg, lagen Landsknechte auf der Lauer, und ein zielsicherer Armbrustpfeil durchbohrte sein verzweifeltes Herz. Tot fiel der liebende Rittersmann ins taunasse Gras. Die Nonne durfte noch gebären, das Balg übergab man einer nichtsahnenden, kinderlosen Blöden.
Die zum Tode bestimmte aber ward darauf lebendig in eine Nische der Klosterwand gemauert. Ihre klagende Stimme soll noch heute in mondklaren Nächten auszumachen sein. So ereilte die junge Nonne und den Rittersmann die Strafe der Gerechtigkeit, denn sie hatten schwere Sünde getan.
Bei einer Renovierung des Klosters im Jahr 1899 wurde in einer zugemauerten Nische das Skelett einer jungen Frau gefunden. Der Eigentümer des Klosters Rühn, Kammerherr Friedrich von Voss, nahm an, dass es sich bei diesem Fund um die Überreste der einst lebendig eingemauerten Nonne handelte, und dass somit die Überlieferung auf Wahrheit beruhte. Das Skelett wurde einige Jahre lang von der Familie von Voss aufbewahrt und ist erst gegen Ende des Zweiten Weltkriegs bestattet worden.

### Gedruckte Quellen
- Mecklenburgisches Urkundenbuch (MUB)
- Mecklenburgische Jahrbücher (MJB)
- Gottfried von Bülow: Die Klosterordnung von Rühn im Jahre 1581. In: Baltische Studien, 35. Jahrgang, Stettin 1885, S. 187–213 (Digitalisat).

### Ungedruckte Quellen
- Landeshauptarchiv Schwerin (LHAS)
  - LHAS 1.5-4/20 Urkunden Kloster Rühn.
  - LHAS 1.5-4/23 Kloster Rühn, Urkundeninventar um 1630. Rhünische Briefe, die sich in Kopenhagen befinden.
  - LHAS 11.11 Klöster, Regesten mecklenburgischer Urkunden ab 1600.
  - LHAs 2.12-3/2 Klöster und Ritterorden, Rühn.
  - LHAS 2.12-3/5 Kirchenvisitationen.
  - LHAS 12.3-6/2 Mappe Rühn. Pläne und Zeichnungen von Adolf Friedrich Lorenz.
- Archiv der Hansestadt Wismar
  - AWH Abt. II, Repositur 1, A (Geistliche Urkunden), XLV, A, Nr. 1–3.
- Universitätsbibliothek Rostock
  - Beschreibung deß Klosters-Ambts-Rühne 1654. Mss. O. 108.
  - Miss. Meckl. A 182. Album mit Ansichten mecklenburgischer Orte, Städte und Schlösser (zwischen 1653 und 1703), darunter Rühn nach Merian 1653.
- Bestand in Kopenhagen
  - Aus der Ny Kronologisk Raekke (NKR) gehören mindestens drei Urkunden zum Rühner Bestand: NKR, Nrn. 118 (1294, Mai 1), 1645 (1397,Febr. 1), 2220 (1409, Juni 15).